# Toxoniella rogoae
Toxoniella rogoae – gatunek pająka z rodziny obniżowatych. Endemiczny dla Kenii.

## Taksonomia
Gatunek ten opisany został po raz pierwszy w 2002 roku przez Charlesa Warui i Rudy’ego Jocqué’a na łamach „Journal of Arachnology”. Jako lokalizację typową wskazano Ngangao Forest na Taita Hills w Kenii. Epitet gatunkowy nadano na cześć biolożki Lucy Rogo.

## Morfologia
Samiec ma ciało długości 3,2 mm przy karapaksie długości 1,6 mm i szerokości 1,2 mm, samica zaś ma ciało długości od 3,2 do 5,1 mm przy karapaksie długości od 1,6 do 2,2 mm i szerokości od 1,2 do 1,6 mm.
Ubarwienie karapaksu jest żółtawobrązowe. U samca wysokość nadustka jest mniejsza niż połowa średnicy oczu przednio-bocznych, u samicy zaś wynosi 0,6 ich średnicy. Kolor wargi dolnej, szczęk i sternum jest brązowożółty. Opistosoma (odwłok) jest szara, gęsto porośnięta brązowawozłocistymi szczecinkami, u samca z nieco brązowawym odcieniem na przedzie strony grzbietowej. 
Nogogłaszczki samca cechują się krótką i tępą apofizą retrolateralną, krótką i zakrzywioną apofizą medialną, krótkim i zafalowanym embolusem z przezroczystą wypustką tylno-boczną oraz małym i pozbawionym przewodu nasiennego wyrostku tylnym tegulum. Samica ma płytkę płciową o szerokiej i silnie zakrzywionej krawędzi przedniej, szeroko rozstawionych, owalnych otworach kopulacyjnych, krótkich i biegnących ku przodowi przewodach wprowadzających, szerokich i silnie dozewnętrznie odgiętych, nieosiągających przedniej krawędzi płytki cul de sacs oraz wyraźnie odseparowanych, kulistych spermatekach.

## Ekologia i występowanie
Pająk afrotropikalny, endemiczny dla Kenii, znany tylko z kilku stanowisk na Taita Hills. Spotykany na rzędnych od 1720 do 2000 m n.p.m. Zasiedla ściółkę w lasach górskich.